# Hospital Universitário de Norfolque e Nórvico
Hospital Universitário de Norfolque e Nórvico (NNUH; em inglês: Norfolk and Norwich University Hospital) é um conglomerado de hospitais universitários em Nórvico pertencente ao Serviço Nacional de Saúde, em conjunto com a Universidade da Ânglia Oriental.
Inaugurado em 2001, o hospital possui cerca de 987 leitos, sendo um dos maiores e mais modernos hospitais do Reino Unido.
Foi construído a partir de 1998 para substituir o "Hospital Norfolque e Nórvico", que estava em operação desde 1771.